# Munds Park
Munds Park – jednostka osadnicza w Stanach Zjednoczonych, w stanie Arizona, w hrabstwie Coconino.